# Т-64
Т-64 (индекс ГБТУ «Объект 432») — советский средний танк, принятый на вооружение в 1966 году Армией СССР. Разработан в 1960—1967 годах в Харьковском конструкторском бюро машиностроения Харьковского завода транспортного машиностроения имени Малышева на базе Объекта 430А. Серийно производился в 1963—1969 годах, за это время было построено 1192 машины.

## История создания
Во второй половине 1950-х годов в Советском Союзе были развёрнуты работы по созданию нового танка на замену Т-54 и Т-55. Работы велись в нескольких конструкторских бюро, одним из которых было конструкторское бюро Харьковского завода имени Малышева. В бюро была поставлена задача разработать принципиально новый танк, результатом разработок стал средний танк «Объект 430». Параллельно разработка по пути модернизации велась в конструкторском бюро «Уральского вагоностроительного завода имени И. В. Сталина», в результате которой были созданы проекты средних танков «Объект 166» и «Объект 167». Однако ни один из разработанных танков не давал существенного отрыва по тактико-техническим характеристикам по сравнению с танками Т-54 и Т-55. После анализа сложившейся ситуации было принято решение по форсированию разработки и постановки на серийное производство среднего танка «Объект 166», кроме того Заводу им. Малышева совместно с научно-исследовательскими институтами Союза ССР была поручена разработка нового танка, который бы обеспечивал существенное преимущество над зарубежными. В 1960 году Министерством обороны СССР были выданы тактико-технические требования, а 17 февраля 1961 года выпущено постановление ЦК КПСС и Совета министров СССР № 141-58 на разработку нового танка.
К середине 1961 года в КБ Завода им. Малышева были завершены этапы технического и эскизного проектов нового танка, получившего обозначение «Объект 432». Проект среднего танка «Объект 430» был отложен, но не отменен.
По проекту «Объект 432» танк обладал высочайшим уровнем защиты, высокими манёвренными качествами и мощным вооружением. По завершении этапа эскизного проекта начался этап выпуска конструкторской документации и изготовления опытных образцов. Большинство узлов машины применялось впервые. В качестве ходового макета для отработки ходовой части машины был изготовлен видоизменённый Т-55 с катками малого диаметра и гусеницами с резино-металлическими шарнирами. Конструкция нового танка коренным образом отличалась от конструкции ранее разработанного «Объекта 430». Использование «Объекта 430» в качестве ходового макета было признано не рациональным, так как объём предстоящих переделок и доработок был значительно больше, чем уже проведенных на Т-55.
В общей сложности пробег ходового макета составил 900 километров, после чего в середине 1961 года ходовые испытания были остановлены. Причиной стали усталостные разрушения резино-металлических шарниров, вызванные циклическими нагрузками во время перекатывания опорных катков машины по гусеницам. Впоследствии дефект был устранён подбором более усталопрочного материала.
Первый образец шасси «Объект 432» был догружен до заданной массы, после чего машина подверглась ходовым испытаниям. Пробег составил 500 км. В результате испытаний был выявлен ряд дефектов, таких как поломки деталей при пробеге на максимальной скорости, а также тепловое разрушение внутренних амортизаторов катков. В течение 1962—1963 годов Заводом № 75 были изготовлены 6 опытных машин. Образцы прошли приёмо-сдаточные и предварительные испытания в ходе которых обнаружились дефекты и недоработки большинства узлов и агрегатов ходовой части, двигателя, механизма заряжания и других подсистем танка. Ряд тактико-технических требований к машине выполнен не был. После устранения замечаний «Объект 432» был отправлен на государственные испытания, однако испытания были провалены и танк не был принят на вооружение.
Несмотря на неудачу на государственных испытаниях «Объекта 432», Министерству обороны всё ещё требовалось перевооружение армии новыми танками. Анализ результатов работы по танку «Объект 432» выявил невозможность создания новой машины с использованием старых технологий, поэтому все усилия были направлены на создание новых производственных мощностей, строительство цехов, способных изготавливать наиболее сложные узлы машины, кроме того к работе были подключены ведущие научно-исследовательские институты танкостроительной отрасли. В 1963 году была начата работа по дальнейшему совершенствованию конструкции «Объекта 432» и повышению его характеристик путём установки 125-мм гладкоствольной пушки, машина получила обозначение «Объект 434».

## Серийное производство
Несмотря на то, что «Объект 432» на вооружение принят не был, в 1964 году было принято решение об организации на Заводе № 75 серийного производства машины по документации с литерой «О» (литера главного конструктора). Изготовленные машины направлялись в войска на ускоренную эксплуатацию, где выявлялись дефекты, по которым конструкция танка продолжала совершенствоваться. К 1965 году большинство дефектов было устранено и серийные машины подверглись различным испытаниям, после которых в октябре 1966 года танк был предъявлен на повторные государственные испытания. По результатам испытаний «Объект 432» был рекомендован к принятию на вооружение. 30 декабря 1966 года постановлением ЦК КПСС и Совета министров СССР № 982—321 «Объект 432» был принят на вооружение под обозначением Т-64.
| Объёмы серийного выпуска Т-64 |      |      |      |      |
| 1964                          | 1965 | 1966 | 1967 | 1968 |
| 90                            | 160  | 294  | 330  | 318  |

## Описание конструкции

### Броневой корпус и башня
Концептуально бронирование танка было рассчитано на противодействие в пределах курсовых углов безопасного маневрирования всем боеприпасам 105-мм нарезной пушки НАТО начала 1960-х годов — кумулятивным (HEAT) и подкалиберным (APDS-T), см. рис.
Благодаря применению комбинированной брони, разработанной и конструктивно оформленной специалистами ВНИИ-100 и его московского филиала, впервые в мировой практике танкостроения был достигнут уровень защиты объекта, характеризуемый стальным эквивалентом 450 мм, по другим данным 500 мм (лоб башни, кумулятивный снаряд), недостижимый по габаритным (толщине) и массовым ограничениям параметров защиты танков 1960-х годов, полностью выполненных из гомогенной стальной брони. Тем самым, была обеспечена дистанция непробития лобовой проекции машины, равная 500 м при стрельбе 105-мм снарядами танковой пушки НАТО.
Корпус танка Т-64 сварной из стальных броневых листов. Верхняя лобовая деталь (ВЛД) корпуса из комбинированной брони: сталь — стеклопластик — сталь толщиной 205 мм. Конструктивный угол наклона ВЛД (от вертикали) 68 градусов. Верхний лобовой лист толщиной 80 мм из стальной брони средней твердости, средний лист суммарной толщиной 105 мм из листов стеклотекстолита, на внутренней стороне корпуса установлен 20-мм подпорный лист — также из стальной брони средней твердости. Эквивалентная по стойкости горизонтальная толщина ВЛД по бронебойному подкалиберному снаряду (БПС) была 333 мм, по кумулятивному снаряду (КС) — 377 мм.
Башня из литой брони средней твердости, лобовая часть и борта в секторе 35° имели комбинированные вставки в виде полости, заполненной алюминиевым сплавом. Суммарная толщина брони (по горизонтали) от 570 (в лобовой части) до 600 мм (в нижней части) башни. Эквивалентная по стойкости толщина брони башни составляет от БПС 400 мм, от КС — 450 мм. Тем самым обеспечивалась защита лобовой проекции танка при обстреле зарубежными 105-мм кумулятивными и бронебойно-подкалиберными снарядами с сердечником из карбида вольфрама или вольфрамового сплава при обстреле с дальности свыше 500 м.
Корпус машины ослабляет действие проникающей радиации в 16 раз, а на заражённой местности в 18 раз.

### Вооружение
В качестве основного вооружения использовалась 115-мм гладкоствольная пушка Д-68 (индекс ГРАУ — 2А21) раздельно-гильзового заряжания. Данное орудие было первым серийным советским 115-мм орудием. Возимый боекомплект составлял 40 выстрелов. Дополнительно с пушкой был спарен курсовой 7,62-мм пулемёт ПКТ. Боекомплект пулемёта составлял 2000 патронов.

### Средства связи и наблюдения
Для прицеливания использовался монокулярный танковый прицел-дальномер ТПД-43Б. Прицел имел независимую стабилизацию поля зрения по вертикали. Дополнительно на танк устанавливался ночной прицел ТПН-1-432.
Внешняя связь машины по радиостанции Р-123.

### Двигатель и трансмиссия
В качестве силовой установки использовался двухтактный двухвальный ПДП-дизельный двигатель 5ТДФ. Мощность двигателя составляла 700 л. с. Трансмиссия имела две бортовые коробки передач с фрикционными элементами. Двигатель с трансмиссией и элементами их обслуживания были размещены в моторно-трансмиссионном отделении, имевшем объём всего 2,4 м³.

### Ходовая часть

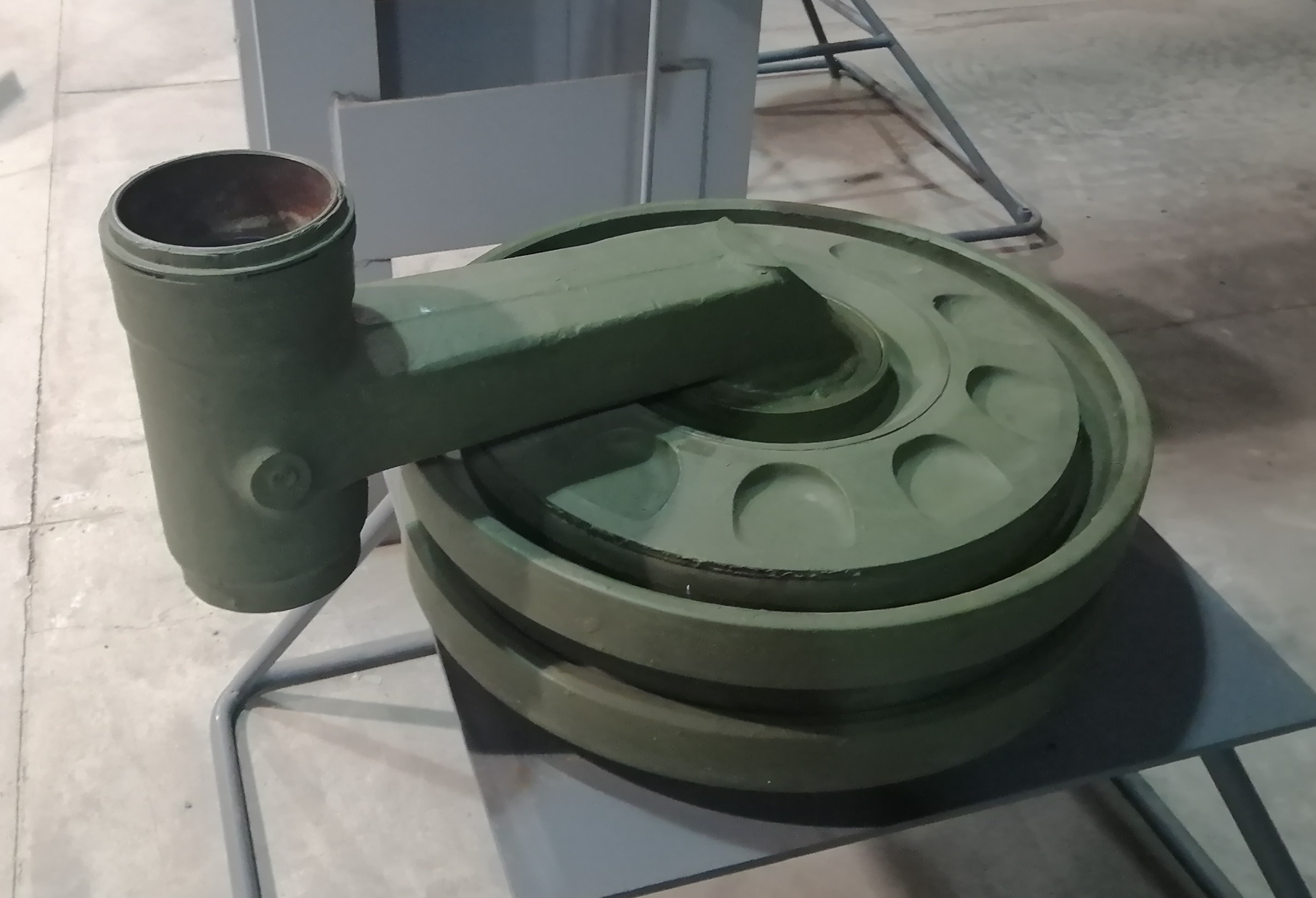
Опорный каток танка Т-64 с балансиром

В ходовой части Т-64 по 6 двухбандажных опорных катков с каждой стороны. Диаметр каждого катка 550 мм. Катки на индивидуальных подвесках и имели внутреннюю амортизацию. На 1, 2 и 6 катках гидравлические телескопические амортизаторы. Кроме опорных катков по 4 однобандажных поддерживающих катка, также внутренней амортизацией. По продольной оси танка установлены центральные опоры, в которых соосно закреплены укороченные торсионные валы. В задней части машины ведущие колёса, приводившие гусеницы с резино-металлическими шарнирами параллельного типа. В передней части гусеничного движителя литые направляющие колёса с механизмом натяжения гусениц.

## Модификации
- Объект 432 — базовый вариант, после принятия на вооружение получил обозначение Т-64
- Объект 003 — опытный танк Т-64Т. Разработан в 1963 году. Отличается установкой вертолётного газотурбинного двигателя ГТД-3ТЛ, мощностью 700 л. с.
- Объект 004 — опытная модификация 1965 года. Отличается установкой более мощного и экономичного газотурбинного двигателя ГТД-3ТП, мощностью 950 л. с.
- Объект 289 — проект газотурбинного танка. От Т-64 отличается установкой спаренных газотурбинных двигателей ГТД-Т или ГТД-450Т, мощностью 450 л. с.
- Объект 436 — опытная модификация 1965 года. Отличается установкой дизельного двигателя В-45-К.
- Объект 432Р — основной танк Т-64Р. Модернизированная версия с доработкой машины до уровня Т-64А. Модернизации в ходе капитального ремонта подверглись все танки Т-64, выпущенные после 1965 года. Танки, выпущенные в 1964 и 1965 годах, в конце 1960-х годов были списаны.
- Объект 619В — опытная модификация Т-64 с плавсредствами ПСТ-63А.

## Машины на базе
- Объект 70 — советский плавающий транспортёр ПТС-2.
- Объект 429 — многоцелевой транспортер-тягач МТ-Т.
- Объект 429А — опытное шасси САУ 2С7.
- Объект 434 — советский основной боевой танк Т-64А.
- Объект 447 — советский основной боевой танк Т-64Б.
- Объект 772 — проект советского ракетного танка.
- Объект 775 — опытный советский ракетный танк.

## Служба
1. 4-я гвардейская танковая дивизия: 14 единиц Т-64 на конец 1980-х гг.;[12]
2. 7-я гвардейская танковая дивизия: 187 единиц Т-64 на конец 1980-х гг.;[12]
3. 17-я гвардейская танковая дивизия: 104 единицы Т-64 на конец 1980-х гг.;[12]
4. 26-я гвардейская танковая дивизия: 84 единицы Т-64 на конец 1980-х гг.;[12]
5. 32-я гвардейская танковая дивизия: 320 единиц Т-64 на конец 1980-х гг.;[13]
6. 47-я гвардейская танковая дивизия: 322 единицы Т-64 на конец 1980-х гг.;[12]
7. 48-я гвардейская танковая дивизия: 233 единицы Т-64 на конец 1980-х гг.;[12]
8. 117-я гвардейская танковая дивизия: 29 единиц Т-64 на конец 1980-х гг.;[12]
9. 2-я гвардейская мотострелковая дивизия: 73 единицы Т-64 на конец 1980-х гг.;[14]
10. 25-я гвардейская мотострелковая дивизия: 61 единица Т-64 на конец 1980-х гг.;[14]
11. 28-я гвардейская мотострелковая дивизия: 143 единицы Т-64 на конец 1980-х гг.;[14]
12. 59-я гвардейская мотострелковая дивизия: 155 единиц Т-64 на конец 1980-х гг.;[14]
13. 66-я гвардейская мотострелковая дивизия: 79 единиц Т-64 на конец 1980-х гг.;[14]
14. 70-я гвардейская мотострелковая дивизия: 5 единиц Т-64 на конец 1980-х гг.;[14]
15. 72-я гвардейская мотострелковая дивизия: 133 единицы Т-64 на конец 1980-х гг.;[14]
16. 92-я гвардейская мотострелковая дивизия: 52 единицы Т-64 на конец 1980-х гг.;[14]
17. 93-я гвардейская мотострелковая дивизия: 258 единиц Т-64 на конец 1980-х гг.;[14]
18. 94-я гвардейская мотострелковая дивизия: 274 единицы Т-64 на конец 1980-х гг.;[14]
19. 126-я мотострелковая дивизия: 271 единица Т-64 на конец 1980-х гг.;[14]
20. 128-я гвардейская мотострелковая дивизия: 178 единиц Т-64 на конец 1980-х гг.;[14]
21. 157-я мотострелковая дивизия: 61 единица Т-64 на конец 1980-х гг.;[14]
22. 180-я мотострелковая дивизия: 61 единица Т-64 на конец 1980-х гг.;[14]
23. 254-я мотострелковая дивизия: 221 единица Т-64 на конец 1980-х гг.;[14]
24. 6-я отдельная гвардейская мотострелковая бригада: 141 единица Т-64 на конец 1980-х гг.[15]

## Боевое применение
В сентябре 1967 года 243 танка Т-64 принимали участие в учениях «Днепр».
Средние танки Т-64 во время Вторжения России в Украину не применялись, но обеими сторонами используются основные танки Т-64А и Т-64Б различных модификаций.

## Экспорт
Танки Т-64 во времена СССР эксплуатировались лишь в Советской Армии и на экспорт никогда не поставлялись. После распада СССР они остались в России, Узбекистане, Казахстане, Украине и непризнанной Приднестровской Молдавской республике.

## Сохранившиеся экземпляры

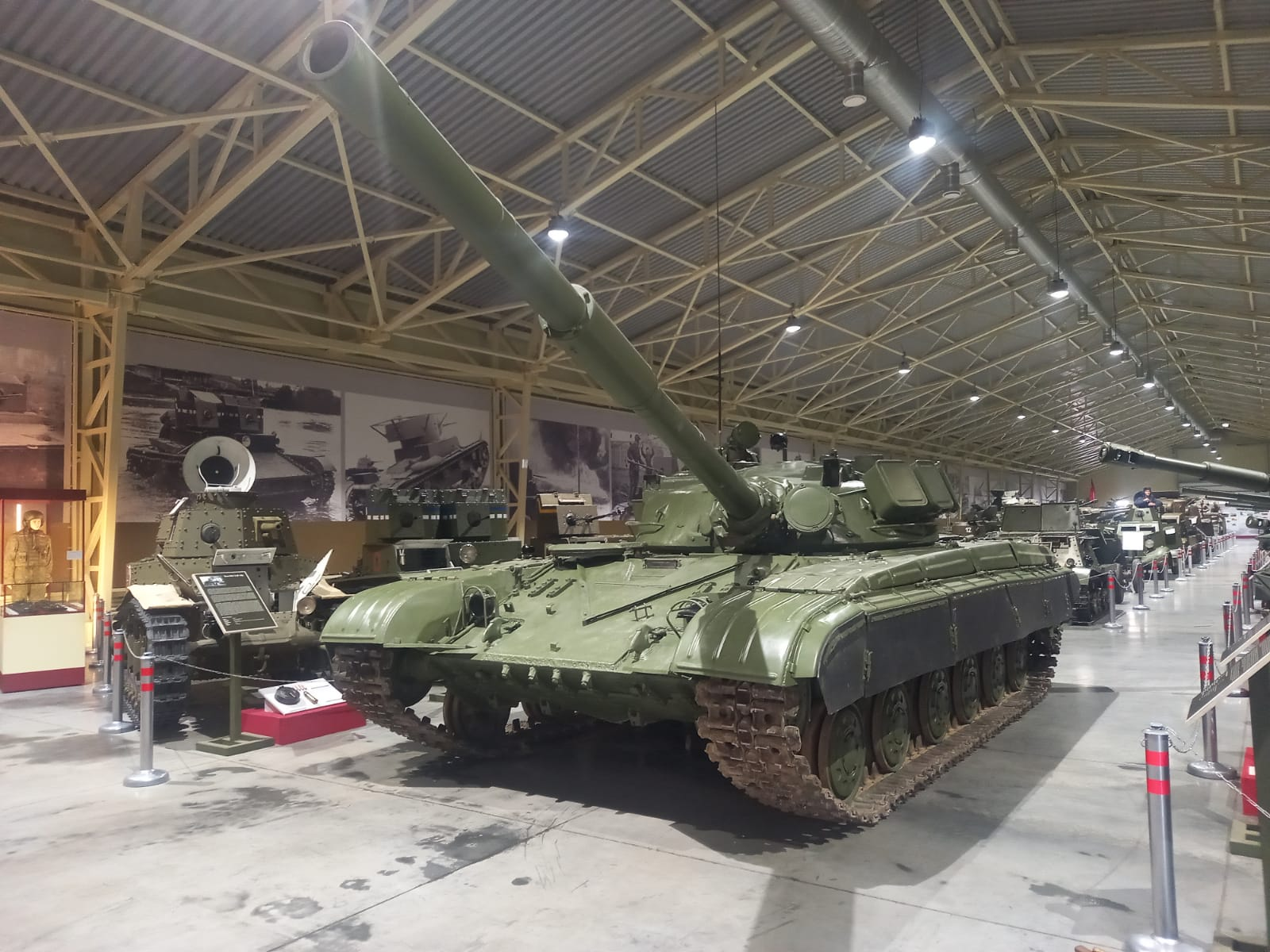
Танк Т-64 в Музее отечественной военной истории

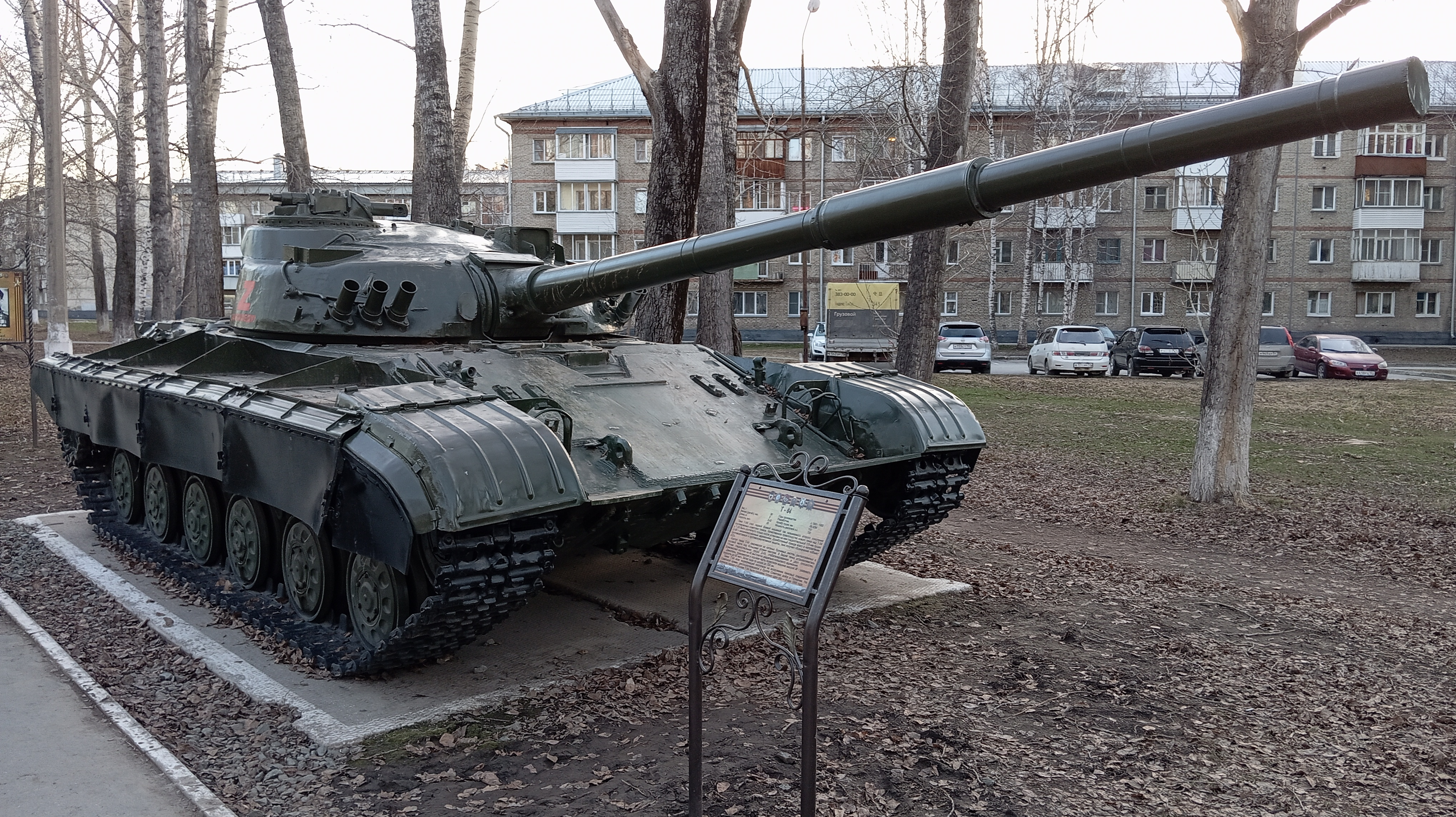
Т-64 в парке «Патриот» в Новосибирской области

- Кубинка — Бронетанковый музей в Кубинке
- Падиково — Музей отечественной военной истории в деревне Падиково Истринского района Московской области
- Саратов — Музей боевой славы, Парк Победы.
- Павловский Посад — Площадь Революции (памятник)
- После вывода советских войск из Восточной Европы до 2000 Т-64 разных модификаций разместили на базе хранения в Термезе Узбекской ССР.
- Тарко-Сале — мемориал у Вечного огня и Стены Памяти.
- Новый Уренгой — в составе экспозиции военной техники на Площади Памяти.
- Пашино — парк «Патриот», Новосибирская область.
- Кольцово — Новосибирская область.

## Оценка машины
Танк Т-64 предполагалось запустить в серию на всех танковых заводах. По постановлению СМ СССР 1967 г. планировалось изготовить в 1970 г. по 40 этих танков в Нижнем Тагиле и в Омске, а в Челябинске — 25. Реально же «шестьдесятчетверка» выпускалась только в Харькове, да и то в весьма ограниченных количествах. В производстве танк оказался очень сложным, а войсковая эксплуатация показала его низкую надежность. Наконец, в 1972 г. был принят на вооружение танк Т-64А со 125-мм пушкой, разработанный на базе Т-64 и выпускавшийся в Харькове до распада СССР.— Карцев Л. Н. «Воспоминания Главного конструктора танков»